# Lac Vaudray
Lac Vaudray är en sjö i Kanada.   Den ligger i regionen Abitibi-Témiscamingue och provinsen Québec, i den sydöstra delen av landet, 400 km nordväst om huvudstaden Ottawa. Lac Vaudray ligger 306 meter över havet. Arean är 8,7 kvadratkilometer. Den sträcker sig 9,1 kilometer i nord-sydlig riktning, och 1,9 kilometer i öst-västlig riktning.
I omgivningarna runt Lac Vaudray växer i huvudsak blandskog. Trakten runt Lac Vaudray är nära nog obefolkad, med mindre än två invånare per kvadratkilometer.